# Lutin brun
Callophrys augustinus
Espèce
Le Lutin brun (Callophrys augustinus) est une espèce nord-américaine de lépidoptères (papillons) de la famille des Lycaenidae et de la sous-famille des Theclinae.

## Noms vernaculaires
Le Lutin Brun se nomme Brown Elfin en anglais.

## Description
Ce petit papillon présente un dessus marron, d'une teinte plus orangée chez la femelle.
Le revers est clair dans sa partie apicale et marron foncé dans sa partie basale.

## Biologie

### Période de vol et hivernation
Ce sont les chrysalides qui hivernent.
Il vole en une génération de début mai à mi-juin au Canada, en mars avril plus au sud,.

### Plantes hôtes
Les plantes hôtes sont des bleuets (Vaccinium dont Vaccinium vacillans), le raisin d'ours (Arctostaphylos uva-ursi ), le cassandre caliculé (Chamaedaphne calyculata ) et le thé du Labrador (Ledum groenlandicum) et d'autres plantes,.

## Distribution et biotopes
Le Lutin Brun est présent dans la zone boréale canadienne et plus au sud dans les régions montagneuses de l'est et l'ouest des États-Unis,.
Il réside principalement dans les forêts de conifères.

## Protection
Pas de statut de protection particulier.

## Systématique
L'espèce Callophrys augustinus a été décrite par John Obadiah Westwood en 1852, sous le nom initial de Thecla augustinus.
Elle a été nommée en l'honneur d'Augustus, un des guides inuit qui participait à l'expédition John Franklin dans l'Arctique au XIXe siècle par John Richardson, le naturaliste de l'expédition. Nom qui a été transformé en augustinus par  Westwood.
Synonymes : 
- Thecla augustinus Westwood, 1852
- Thecla augustus Kirby, 1837
- Incisalia augustinus (Westwood, 1852)

### Sous-espèces
- Callophrys augustinus augustinusprésente dans l'est du Canada
- Callophrys augustinus annettae (dos Passos, 1943)
- Callophrys augustinus concava Austin, 1998
- Callophrys augustinus croesioides (Scudder, 1876)
- Callophrys augustinus helenae (dos Passos, 1943)dans le sud-ouest de Terre-Neuve
- Callophrys augustinus iroides (Boisduval, 1852) le Western Elfin présente dans l'ouest du Canada